# Grusonia bradtiana
Grusonia bradtiana là một loài thực vật có hoa trong họ Cactaceae. Loài này được (Coult.) Britton & Rose mô tả khoa học đầu tiên năm 1919.

## Hình ảnh

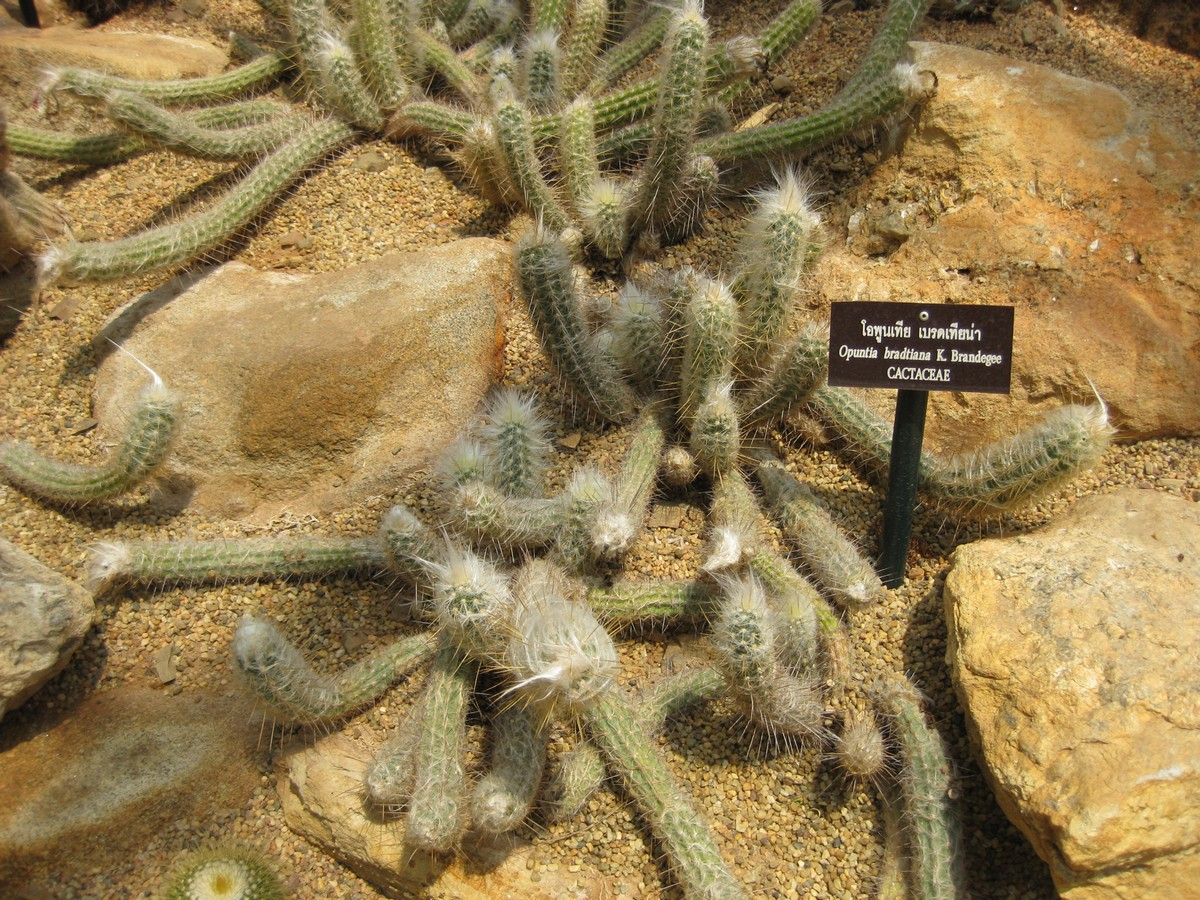
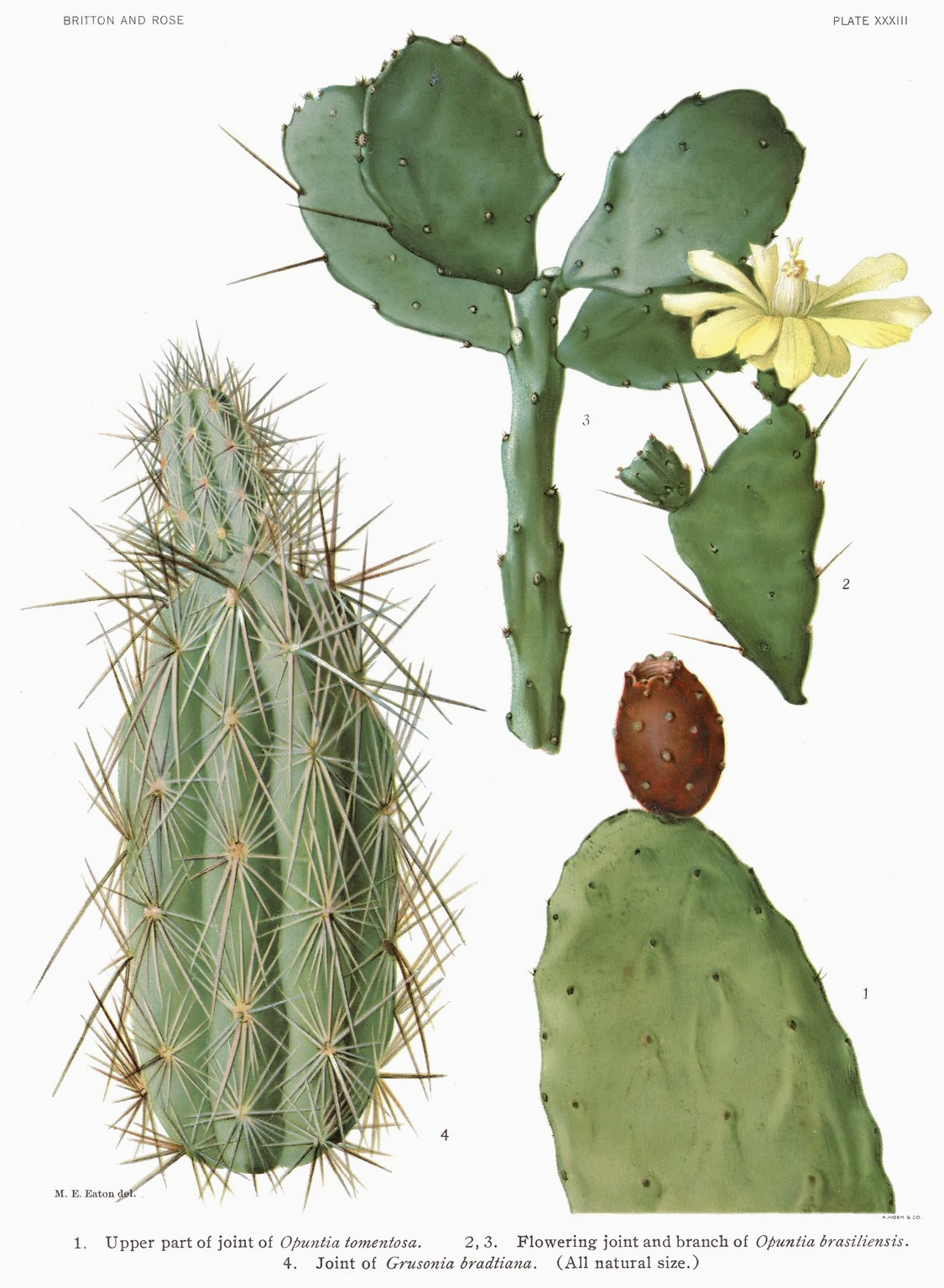